# Roothergroeve

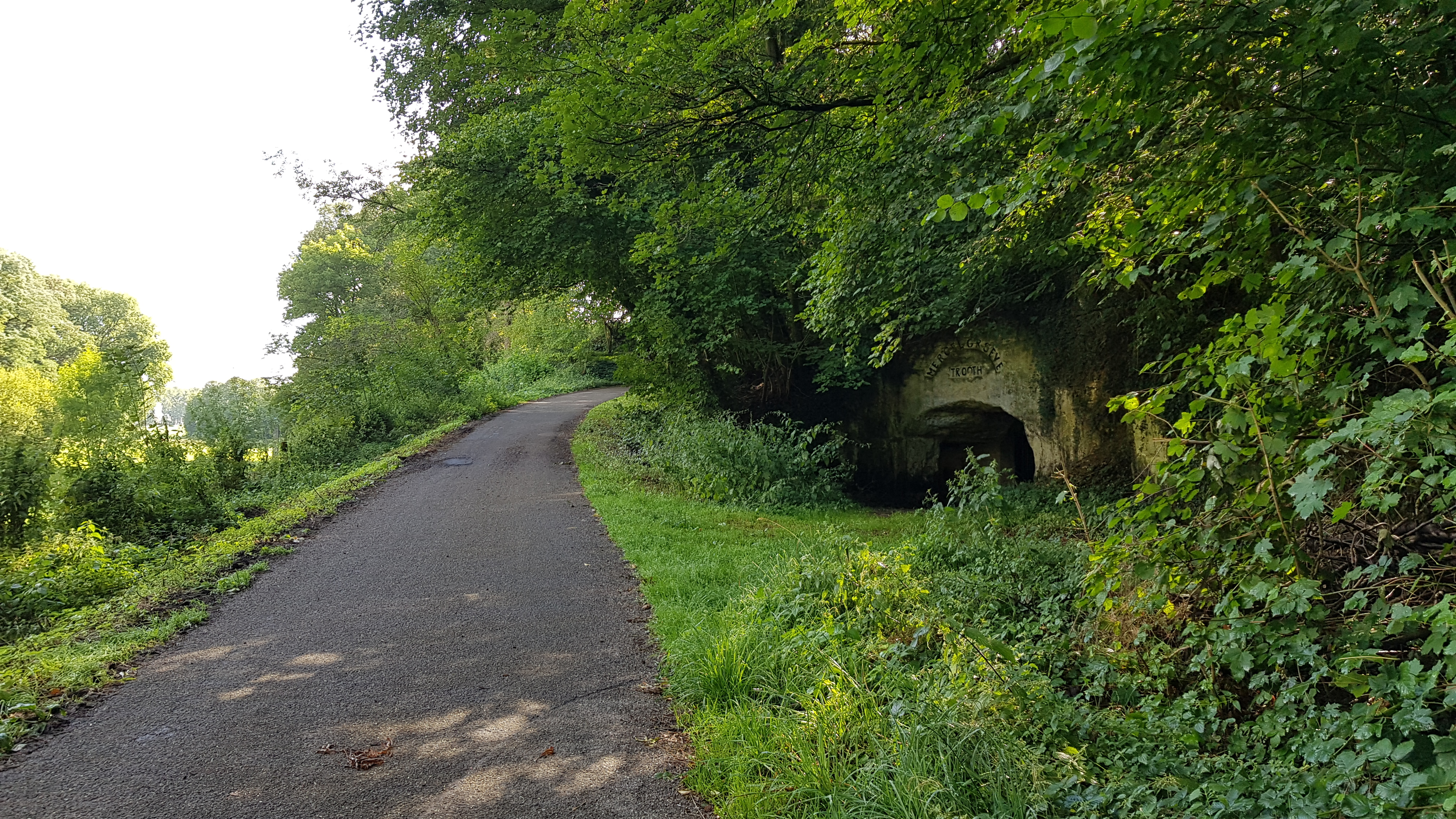
De (nieuwe) ingang van de Roothergroeve

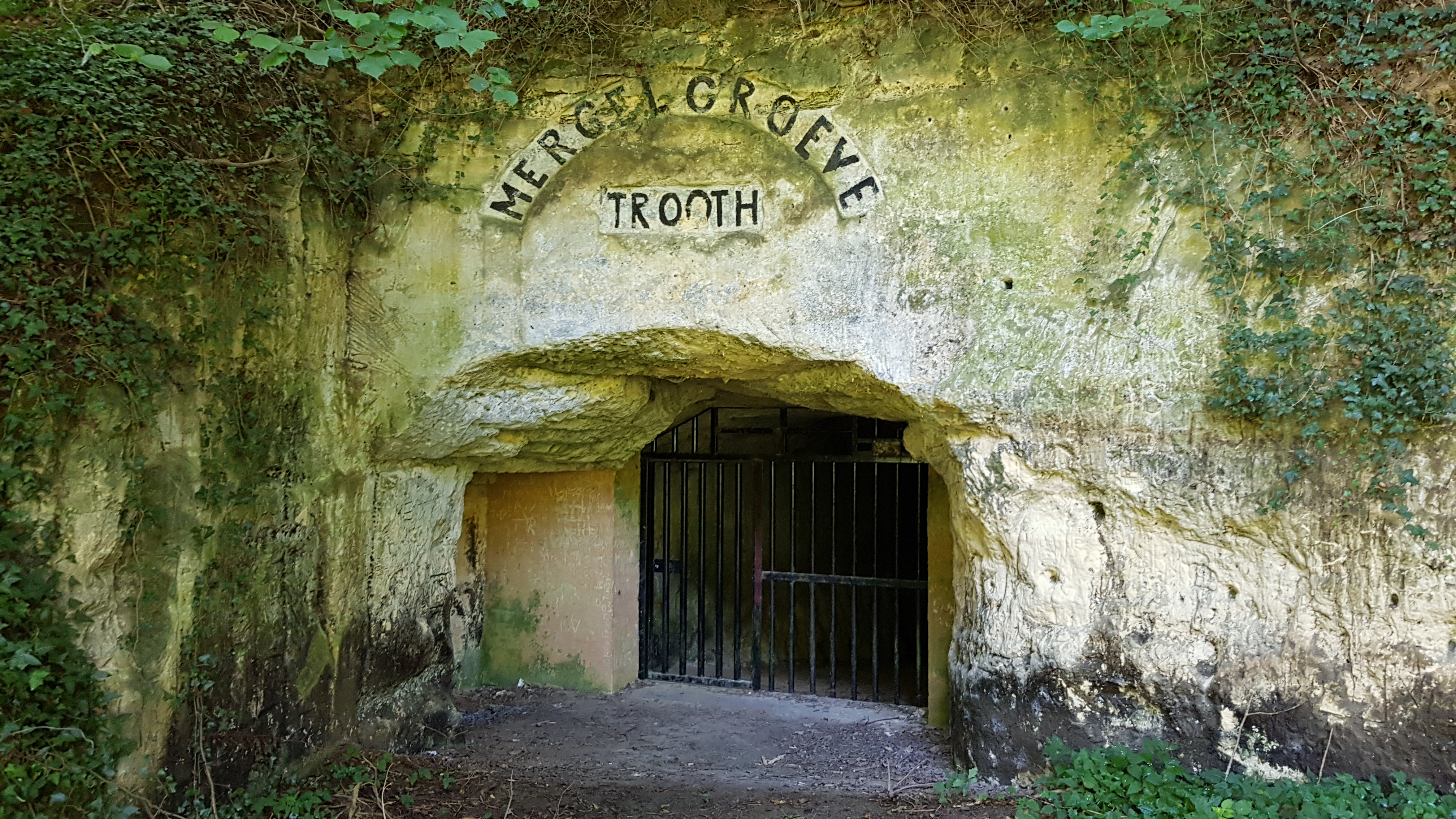
Roothergroeve

De Roothergroeve is een Limburgse mergelgroeve in de Nederlandse gemeente Eijsden-Margraten in Zuid-Limburg. De ondergrondse groeve ligt ten zuidoosten van Bemelen, ten zuidoosten van de Mettenberg en ten westen van 't Rooth. De groeve ligt aan de westkant van het Plateau van Margraten in de overgang naar het Maasdal.
Ten oosten en zuiden van de Roothergroeve ligt de dagbouwgroeve Groeve 't Rooth.

## Geschiedenis
Vanaf 1860 werd de Roothergroeve ontgonnen door landbouwer Mathieu Bemelmans, maar kreeg hiervoor pas in december 1894 een vergunning. De groeve werd toen de Moolt of de Rother Kam genoemd en lag ter plaatse van het in de 21e eeuw bestaande kantoortje in de Groeve 't Rooth.
Op 13 september 1926 werd er ter plaatse van de groeve een proces-verbaal opgemaakt en werd de groeve gesloten volgens artikel 12 en 13 van het Provinciaal Reglement op de ontginning van onderaardsche of
overdekte steengroeven.
Op 29 augustus 1932 verkregen de heren Diederen en Visschers een vergunning van Gedeputeerde Staten om de groeve weer opnieuw te gaan ontginnen. De ingang van de groeve lag bij het kantoortje van de latere ingang van de dagbouwgroeve. In de groeve zorgden carbidlampen voor verlichting. Vanaf december 1942 stond de groeve te boek als Roothergroeve I, omdat er een nieuwe concessie bijkwam in het gebied.
Op 1 december 1942 verkregen de heren Lemmens en Dolhaine een vergunning om in concessiegebied Roothergroeve II kalksteen te gaan winnen. Men groef toen een schacht om via die weg kalksteenblokken bovengronds te krijgen. Via deze schacht liepen ook elektriciteitskabels om het ondergrondse gangenstelsel (II) elektrisch te verlichten.
In oktober 1943 werd de Roothergroeve tijdens de Tweede Wereldoorlog door de Duitse bezetter verkend en kreeg ze de bestemming om er oorlogsindustrie en opslag van materialen te huisvesten. Vanaf augustus 1944 werd de groeve ingericht om hier een eenmans straalvliegtuig te fabriceren. De bevrijding maakte een einde aan dit project op deze locatie.
Vanaf 4 juni 1946 begon men met het uitdiepen van de Schoorberggroeve I (aan de weg 't Schoor) om via die route toegang te krijgen tot de Roothergroeve (II). Dit vond men nodig omdat de toegangsschacht steeds verder van het werkfront kwam te liggen en het optakelen via de schacht een maximale capaciteit had. Vanuit twee kanten, vanuit de Schoorberggroeve I en vanuit de Roothergroeve, werd er een ongeveer 100 meter lange verbindingsgang gegraven. Boven de ingang werd er Mergelgroeve 't Rooth geschilderd.
Vanaf 1949 werd het gangenstelsel van Roothergroeve I aangetast door de winning van kalksteen in de dagbouwgroeve door Nekami (later Ankersmit, weer later Ankerpoort). Hierdoor verdween ook de oude ingang van de groeve in de afgraving. Met de winning van kalksteen in de dagbouwgroeve is de Roothergroeve grotendeels afgegraven en werd de gewonnen kalksteen gebrand in de nabijgelegen kalkovens Kalkoven De Valk en/of Kalkoven 't Rooth. De aangesneden gangen werden later weer gedicht met dekgrond.
In met name de jaren 1940 en 1950 werden er in de Roothergroeve champignons gekweekt. Aan het begin van de jaren 1960 stopte men met de teelt in de groeve en werden er ook geen kalksteenblokken meer in de groeve gewonnen. In augustus 1964 werden de laatste 178 kalksteenblokken gebroken.
In 1981 werd de groeve afgesloten met hekwerk en werd ze als vleermuisreservaat door de Studiegroep Onderaardse Kalksteengroeven in beheer genomen, samen met de Apostelgroeve en de Koelebosgroeve.

## Groeve
In de Roothergroeve werd voor het blokbreken de Sibbermethode toegepast. Het grootste deel van deze ondergrondse groeve, ongeveer 66%, is verdwenen door de kalksteenwinning in de Groeve 't Rooth. Alleen het noordelijke gedeelte van de groeve werd behouden. De Roothergroeve had een gezamenlijk vloeroppervlak van minstens 20.600 vierkante meter, waarvan nog 9600 vierkante meter resteert.
De groeve wordt beschermd als vleermuisreservaat, waarbij men de ingang zodanig met hekwerk afgesloten heeft dat vleermuizen en andere dieren de groeve kunnen gebruiken.
De groeve wordt beheerd door de Stichting ir. D.C. van Schaïk. De groeve is op veiligheid onderzocht en werd in 2016 en 2017 goedgekeurd.

## Geologie
De Roothergroeve is uitgehouwen in de Kalksteen van Nekum (Formatie van Maastricht).